# مارس أفيري
مارس أفيري (بالإنجليزية: March Avery)‏ هي رسامة أمريكية، ولدت في 12 أكتوبر 1932.